# بينغ غوردون
بينغ غوردون (بالإنجليزية: Bing Gordon)‏ هو مهندس أمريكي، ولد في 1950.

## وصلات خارجية
- بينغ غوردون على موقع إن إن دي بي (الإنجليزية)